# Neopithecops tituria
Neopithecops tituria är en fjärilsart som beskrevs av Hans Fruhstorfer 1919. Neopithecops tituria ingår i släktet Neopithecops och familjen juvelvingar. Inga underarter finns listade i Catalogue of Life.